# Sh2-217
Sh2-217 è una regione H II, visibile nella costellazione dell'Auriga.
Si individua nella parte nordoccidentale della costellazione, al confine con Perseo e a circa 3° in direzione WNW rispetto a Capella, la sesta stella più brillante del cielo; può essere scorta e fotografata con un potente telescopio amatoriale, sebbene appaia molto piccola e debole. La sua declinazione è moderatamente settentrionale, pertanto può essere osservata soprattutto dall'emisfero boreale, dove si presenta circumpolare fino alle latitudini temperate medie; dall'emisfero australe invece la sua visibilità è limitata alle regioni tropicali e temperate inferiori. Il periodo più propizio per la sua osservazione nel cielo serale va da ottobre ad aprile.
Si tratta di una regione nebulosa estremamente lontana; alcune stime la indicano infatti a ben 5200 parsec (quasi 17000 anni luce), collocandola dunque nella parte più esterna e remota del Braccio di Perseo o nel braccio subito esterno. La nube è formata da un vasto complesso di idrogeno atomico neutro a forma di involucro e da una regione di gas ionizzato, costituente la parte più luminosa, che riceve la radiazione della stella LSV+47 24, una stella blu di classe spettrale O9.5V. La massa della nube si aggira sulle 4100 masse solari.